# Juan de Oñate
Don Juan de Salazar y Oñate (1550 - 1626) foi um explorador espanhol, governador colonial do Vice-Reino da Nova Espanha e fundador de vários assentamentos na região que corresponde ao atual Sudoeste dos Estados Unidos.

## Biografia
Oñate nasceu em Zacatecas, Nova Espanha. Seu pai era um conquistador e barão da prata, Cristóbal de Oñate, e sua mãe, Doña Catalina Salazar y de la Cadena.  Juan de Oñate casou-se com Isabel de Tolosa Cortés de Moctezuma, neta de Hernán Cortés, o conquistador da Tríplice Aliança Asteca, e bisneta do imperador asteca Motecuhzoma Xocoyotzin.
Em 1595 o rei Filipe II o enviou para colonizar a fronteira norte da Nova Espanha. Seu principal objetivo era difundir o catolicismo romano e estabelecer novas missões. Ele começou a expedição em 1598, atravessando o Rio Grande (Río del Norte) na atual Ciudad Juárez/El Paso e terminando no final de abril. Em 30 de abril de 1598, reivindicou para a Espanha todos os territórios além do rio do Novo México.
Seu avanço continuou do Rio Grande até o atual norte do Novo México, onde acamparam entre os índios pueblo. Em seguida fundou a província de Santa Fe de Nuevo México e se tornou o seu primeiro governador. Gaspar Pérez de Villagrá, um capitão da expedição, narrou a conquista de Oñate dos povos indígenas do Novo México em sua poesia épica, Historia de Nuevo México (1610).
Oñate logo ganhou dos colonos espanhóis e dos povos indígenas uma reputação de um governante severo. Em outubro de 1598, eclodiu um confronto quando Oñate e os soldados espanhóis exigiram suprimentos da tribo Acoma, coisas essenciais para a sobrevivência dos indígenas durante o inverno. O povo Acoma resistiu e seus guerreiros mataram 13 espanhóis, entre eles o sobrinho de Juan Oñate. Em 1599, Oñate retaliou; seus soldados mataram 800 aldeões. Escravizaram as 500 mulheres e crianças restantes, e por decreto de Don Juan, amputaram o pé esquerdo de cada homem Acoma com idade superior a 25 anos.  Oitenta homens tiveram o pé esquerdo amputado.

## Expedição às Grandes Planícies
Em 1601, Oñate, guiado por Jusepe Gutierrez, sobrevivente da expedição Umana e Leyba, realizou uma grande expedição às Grandes Planícies. Havia 130 soldados espanhóis e 12 padres franciscanos, uma comitiva de 130 soldados indianos e servos, e 350 cavalos e mulas. Oñate viajou para o leste através das planícies do Novo México em uma nova busca por Quivira, uma das lendárias Sete Cidades de Ouro. Como tinha feito Francisco Vásquez de Coronado, ele encontrou Apaches no que é hoje o cabo de frigideira do Texas. Prosseguiu para o leste seguindo o Rio Canadian até Oklahoma. Deixando para trás o rio, em uma área de areia, onde seus carros de boi não poderiam passar, ele atravessou a região, e a terra tornou-se mais verde, com mais água e bosques de nogueiras e carvalhos.
Oñate e Jusepe Gutierrez encontraram um acampamento de pessoas que Oñate chamou de escanjaque. Ele estimou a população em mais de 5.000 habitantes que viviam em 600 casas.  Os escanjaque viviam em casas redondas tão grandes quanto 90 pés de diâmetro e cobertas com couro de búfalo curtido. Eram caçadores, de acordo com Oñate, e dependiam do búfalo para a sua subsistência já que não cultivavam o solo.
Os escanjaques disseram a Oñate que um grande grupo de seus inimigos, os rayado, localizavam-se a apenas cerca de vinte quilômetros de distância em uma região chamada Etzanoa. Assim, parece possível que os escanjaquesestavam reunidos em grande número, quer por medo dos rayados ou para empreender uma guerra contra eles. Eles tentaram conseguir a ajuda da Espanha e suas armas de fogo, alegando que os rayados foram responsáveis pela morte de Humana e Leyva alguns anos antes.
Os escanjaques guiaram Oñate até um grande rio a poucos quilômetros de distância e ele se tornou o primeiro europeu a descrever a pradaria Tallgrass. Ele falou de terras férteis, muito melhores do que as que ele já havia conhecido, e pastagens "tão boas que em muitos lugares a grama era alta o suficiente para esconder um cavalo. Ele experimentou e achou de bom gosto um fruto que parece Mamão.
Perto do rio, Oñate, os espanhóis e seus numerosos guias encajaques viram três ou quatro centenas de rayados (pintados ou tatuados) em uma colina. Os rayados avançaram, jogando terra ao ar como um sinal de que eles estavam prontos para a guerra. Oñate rapidamente indicou que não queria briga e fez as pazes com este grupo de rayados que provou ser simpático e generoso. Oñate gostou mais dos rayados do que os escanjaques. Estes eram "unidos, pacíficos e estáveis." Eles mostravam respeito para com seu chefe, chamado Catarax, a quem Oñate deteve como um guia e refém, apesar de "tratá-lo bem". 
Caratax levou Oñate e os escanjaques para o outro lado do rio até uma colônia na margem oriental, um ou dois quilômetros do rio. O grupo de colonos fugiu. A instalação continha "mais de 1.200 casas, todas estabelecidas ao longo da margem de outro grande rio, que fluía para o grande [Arkansas]. Ele descreveu, "a instalação dos rayados parecia típica daquelas vistas por Coronado em Quivira sessenta anos antes." As residências foram dispersadas; as casas em volta foram cobertas de capim, grandes o suficiente para acomodar dez pessoas dentro de cada uma, e rodeado por graineries para armazenar o milho, feijão e abóboras que eles cultivavam em seus campos. Oñate impediu com dificuldade os escanjaques de cometerem pilhagem na cidade e os enviou para casa.
No dia seguinte, Oñate e seus espanhóis e índios do Novo México avançaram mais oito milhas através do território densamente povoado, embora sem ver muitos rayados. Neste momento, a coragem dos espanhóis os deixou. Havia, obviamente, muitos rayados próximos e os espanhóis foram avisados de que eles estavam montando um exército. Prudência parecia ser a melhor parte da coragem. Oñate estimou que 300 soldados espanhóis seriam necessários para enfrentar os rayados, e ele mudou de direção os seus soldados para voltar para o Novo México. Oñate preocupou-se com um possível ataque dos rayados, mas em vez disso, foram os escanjaques que o atacou quando ele estava começando seu retorno ao Novo México. Oñate descreveu uma batalha campal com 1.500 escanjaques - provavelmente um exagero - na qual muitos espanhóis ficaram feridos e muitos índios foram mortos. Após mais de duas horas de combate, Oñate retirou-se do campo de batalha. O chefe rayado, Catarrax, foi libertado dos espanhóis por um ataque surpresa e Oñate libertou várias mulheres aprisionadas, mas ele manteve vários rapazes, a pedido dos padres espanhóis, para que pudessem ser instruídos na fé católica. A causa do ataque pode ter sido o sequestro de mulheres e crianças por Oñate. Temos apenas a descrição espanhola da batalha e suas consequências.
Oñate e seus homens retornaram para o Novo México, chegando lá em 24 de novembro de 1601 sem mais incidentes de importância.

### O trajeto de Oñate e os índios que ele encontrou
O trajeto da expedição de Oñate e a identidade dos escanjaques e dos rayados são muito debatidos. A maioria das autoridades acredita que ele conduziu o seu percurso pelo rio Canadian do Texas para Oklahoma, atravessando a região em direção ao rio Salt Fork, Arkansas, onde encontrou o acampamento escanjaque, e depois indo para o Rio Arkansas e seu afluente, o rio Walnut em Arkansas City, Kansas, onde o assentamento rayado foi localizado. Um ponto de vista compartilhado por uma minoria afirma que o acampamento escanjaque estaria localizado às margens do Rio Ninnescah e a vila rayado estaria no local da atual cidade de Wichita, Kansas. Evidências arqueológicas favorecem o local como sendo do Rio Walnut. 
Estudiosos têm especulado que os escanjaques eram Apache, Tonkawa, Jumanos, Quapaw, Kaw, ou outras tribos. Mais provável é que eles eram Caddoan e falavam um dialeto Wichita. Podemos estar praticamente certos de que os rayados eram Caddoan Wichitas. Suas casas de capim, distribuídas na forma de assentamentos, um chefe chamado Catarax, um título Wichita, seus celeiros, e sua localização todos estão de acordo com a descrição anterior de Coronado do povo Quivirans. No entanto, eles provavelmente não eram as mesmas pessoas que Coronado tinha encontrado. Coronado acreditava que Quivira estivesse a 120 milhas ao norte dos Rayados de Oñate. Os Rayados falavam sobre grandes assentamentos chamados Tancoa - talvez o nome verdadeiro de Quivira - naquela área ao norte. Assim, os Rayados foram relacionados cultura e linguisticamente à Quivirans mas não em uma mesma entidade política. Os Wichita, naquele momento, não eram unificados, mas sim um grande número de tribos relacionadas espalhadas sobre a maior parte dos territórios de Kansas e Oklahoma.

## Expedição ao Rio Colorado, 1604-1605
A última grande expedição de Oñate foi para o oeste, do Novo México até o vale inferior do Rio Colorado. O grupo de cerca de três dúzias de homens partiu do vale do Rio Grande em outubro de 1604. Eles viajaram por meio da região de Zuni, do povo hopis, e do rio Bill Williams até o rio Colorado, e desceram o rio até sua foz no Golfo da Califórnia em janeiro de 1605, antes de voltarem pela mesma rota para o Novo México. O evidente propósito da expedição era localizar uma porta pela qual o Novo México poderia se fornecer, como uma alternativa à rota terrestre trabalhosa da Nova Espanha.
A expedição ao baixo rio Colorado foi importante como a primeira incursão europeia registrada naquela região entre as expedições de Hernando de Alarcón e Melchor Díaz em 1540 e as visitas de Eusebio Francisco Kino no início de 1701. Os exploradores não viram evidências do pré-histórico Lago Cahuilla, que deve ter surgido pouco depois na fossa Salton. Eles, equivocadamente, pensavam que o Golfo da Califórnia prosseguia indefinidamente para o noroeste, dando origem a uma crença que era comum no século XVII de que a Califórnia fosse uma ilha.
Grupos indígenas observados vivendo na parte inferior do rio Colorado, eram, de norte a sul, Amacava (Mohave), Bahacecha (identificação incerta), Osera (possivelmente falantes de Piman, na junção do rio Gila com o Colorado em um local mais tarde ocupado pelos Quechan), Alebdoma (Halchidhoma; visto por Oñate abaixo da junção do rio Gila, mas posteriormente informou que estavam rio acima a partir daí, na área onde Oñate havia encontrado o povo Bahacecha), Coguana (Kahwan), Agalle e Agalecquamaya (Halyikwamai), e Cocapa (Cocopah). Com relação às áreas que os exploradores não tinham observado diretamente, deram relatos fantásticos sobre raças de monstros humanos e áreas que acreditavam ser ricas em ouro, prata e pérolas.

## Avaliação de Oñate

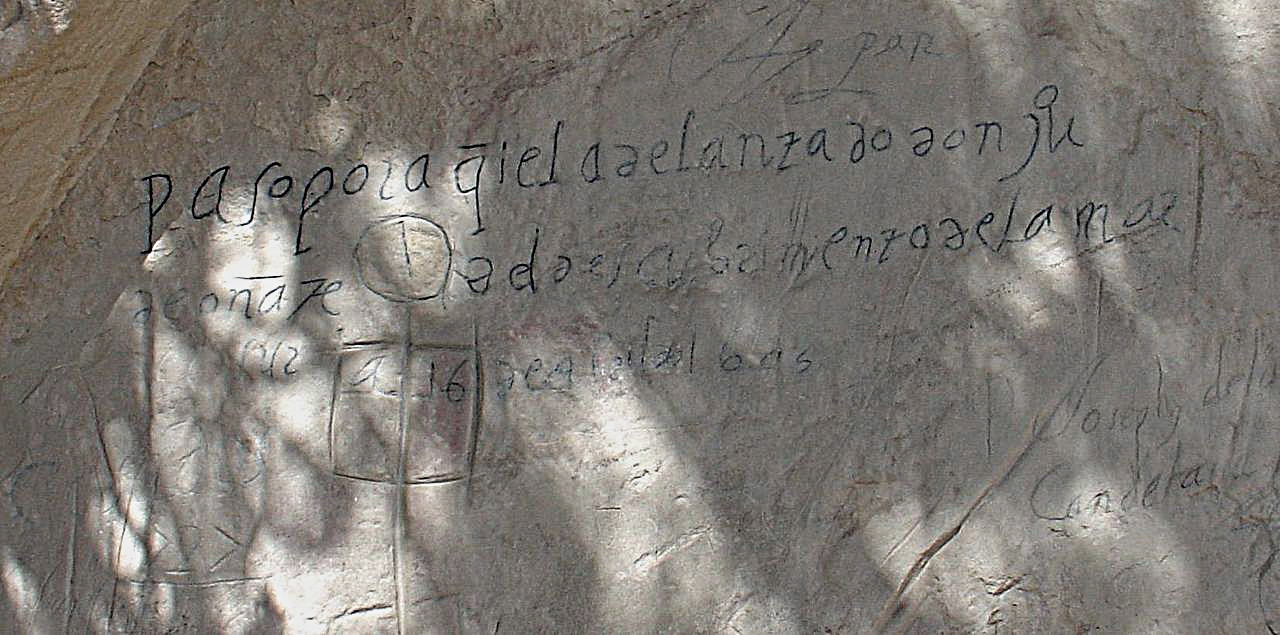
Inscrição de Oñate no Monumento Nacional del Morro, 1605

Em 1606, Oñate foi chamado a Cidade do México para uma audiência sobre sua conduta. Depois de terminar os planos para a fundação da cidade de Santa Fé, ele renunciou ao cargo e foi julgado e condenado por crueldade contra os índios e colonos. Ele foi banido do Novo México mas, através de um recurso, foi inocentado de todas as acusações. Eventualmente Oñate foi para a Espanha, onde o rei nomeou-o chefe dos inspetores de mineração. Morreu na Espanha em junho de 1626. Oñate é muitas vezes referido como "O último conquistador".
Oñate é honrado por algumas de suas aventuras exploratórias, mas é difamado por outros por sua crueldade com os índios Acoma. Desde 1991 na cidade de Española, Novo México, há uma estátua de bronze em honra a Oñate. Em 1998, o Novo México comemorou os 400 anos de aniversário da chegada de Oñate. Naquele mesmo ano alguns foram contra a estátua ou o que ela representava, cortaram o pé direito da obra e deixaram um bilhete dizendo: "É justo." O escultor, Reynaldo Rivera, remodelou o pé da estátua, mas a fenda é ainda visível. Alguns comentaristas sugeriram que se deixasse a estátua mutilada como um lembrete simbólico do incidente do pé mutilado.
Em 1997, a cidade de El Paso, Texas, contratou um escultor, John Sherrill Houser, para criar uma estátua do conquistador. Em reação aos protestos, dois vereadores da cidade retiraram o seu apoio ao projeto.  A estátua demorou quase nove anos para ser construída e estava depositada no depósito do escultor na Cidade do México. A estátua foi concluída no início de 2006. Em pedaços, foi transportada em caminhões plataforma, e trazida a El Paso durante o verão e foi instalada em outubro. A polêmica sobre a estátua antes de sua instalação foi o tema do documentário The Last Conquistador, exibido em 2008 como parte da série de televisão POV da Public Broadcasting Service.
A cidade de El Paso inaugurou a estátua de 18 toneladas e 10 metros de altura  em uma cerimônia em 21 de abril de 2007. Oñate está montado em cima de seu cavalo andaluz, segurando a declaração de La Toma na mão direita. A estátua foi recebida por segmentos da população local e também pelo embaixador de Espanha para os Estados Unidos, Carlos Westendorp. De acordo com Houser, é a maior e mais pesada estátua equestre do mundo. Membros da tribo Acoma do Novo México estiveram presentes e protestaram contra a estátua.